# Pfarrkirche Hirm

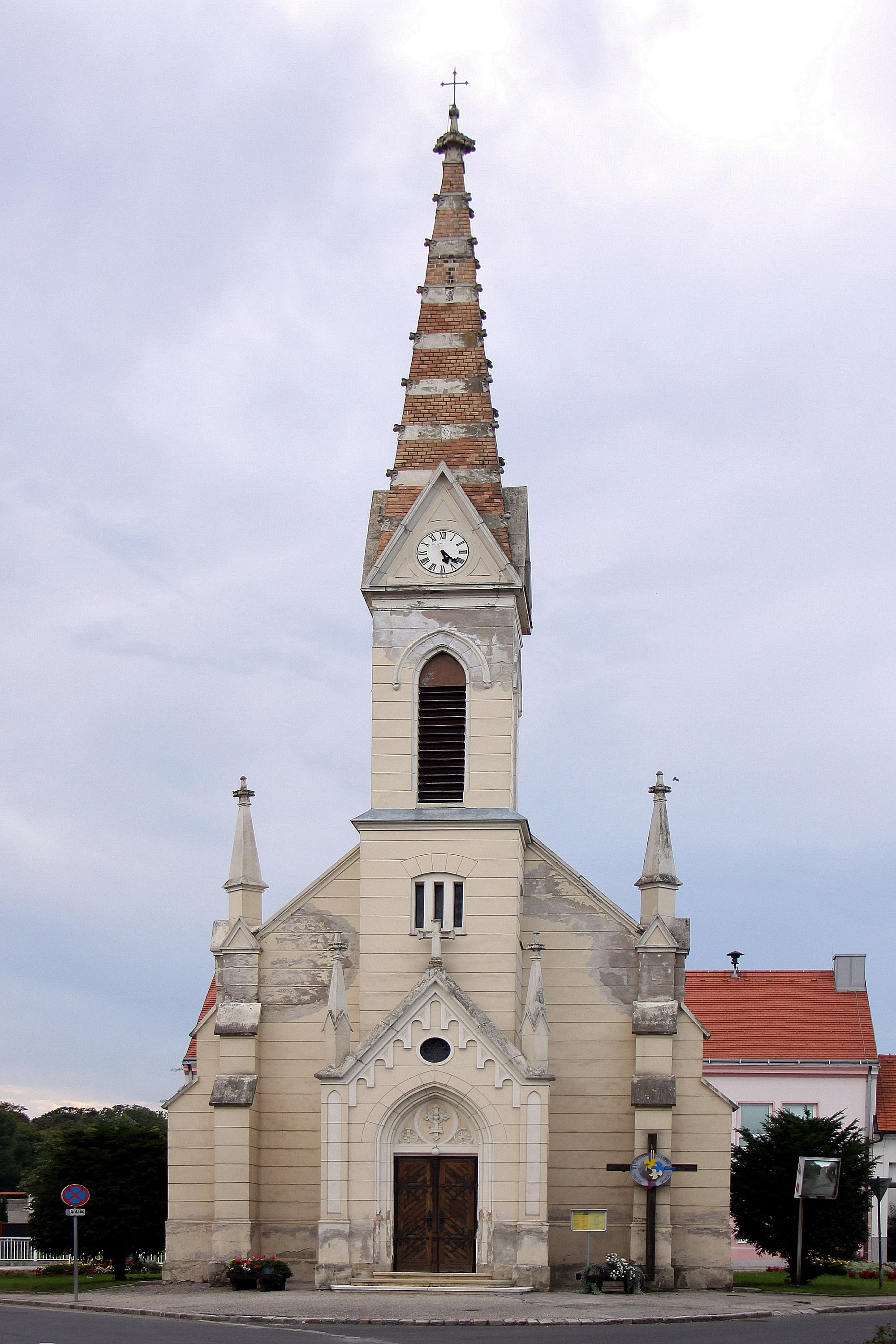
Kath. Pfarrkirche hl. Rochus in Hirm

Die römisch-katholische Pfarrkirche Hirm steht in der Gemeinde Hirm im Bezirk Mattersburg im Burgenland. Die auf den heiligen Rochus geweihte Pfarrkirche gehört zum Dekanat Mattersburg in der Diözese Eisenstadt. Die Kirche steht unter Denkmalschutz.

## Geschichte
Die Kirche wurde 1898 errichtet.

## Architektur
Der neugotische Kirchenbau hat einen Chor mit einem Fünfachtelschluss und einen Ostturm mit einem Spitzhelm. Das zweijochige Langhaus hat ein Kreuzgratgewölbe.

## Ausstattung
Der dreiteilige neugotische Altar trägt die Statuen der Heiligen Rochus, Johannes der Täufer und Joseph. Er wurde um 1900 vom Grödner Holzschnitzer Josef Rifesser geschaffen. Die derzeit nicht spielbare einmanualige Orgel aus 1898 mit 5 Registern ist ein Werk des Kremser Orgelbauers Franz Capek und gehört mit ihrem neogotischen Gehäuse ebenfalls zur Originalausstattung der Kirche um 1900.